# Tales of a Wayside Inn
Tales of a Wayside Inn é uma coleção de poemas pelo poeta estado-unidense Henry Wadsworth Longfellow. Primeiramente publicado em 1863, os poemas na coleção são contados por um grupo de adultos em uma taverna de Wayside Inn em Sudbury, Massachusetts. Longfellow originalmente queria chamar a coleção de The Sudbury Tales, mas tinha medo de que soasse muito similar à The Canterbury Tales de Geoffrey Chaucer e renomeou-a Tales of a Wayside Inn.